# Uwe Weidemann
Uwe Weidemann (* 14. Juni 1963 in Weißensee) ist ein deutscher Fußballtrainer und ehemaliger Fußballspieler. Als Spieler spielte er u.a für den MSV Duisburg, Hertha BSC und für den FC Schalke 04, er kam somit auch in der Bundesliga zum Einsatz.

## Karriere als Spieler

### In der DDR
Weidemann wuchs im thüringischen Sömmerda auf und begann als Siebenjähriger bei der Betriebssportgemeinschaft (BSG) Traktor in Weißensee Fußball zu spielen. Bei Auswahlspielen im Bezirk Erfurt wurde der FC Rot-Weiß Erfurt, das Fußballzentrum der Region, auf das 13-jährige Talent aufmerksam und übernahm Weidemann 1977 in seine Schülermannschaft. Zur Saison 1983/84 berief ihn Cheftrainer Siegmar Menz erstmals in das Aufgebot der DDR-Oberligamannschaft des FC Rot-Weiß. Der 1,76 m große und inzwischen zum Mechaniker ausgebildete Weidemann wurde als Stürmer vorgesehen, bestritt aber in dieser Saison lediglich das letzte Punktspiel am 19. Mai 1984. In der Begegnung FC Rot-Weiß – FC Carl Zeiss Jena (2:0) wurde er in der 73. Minute eingewechselt. Hauptsächlich spielte er in dieser Saison für Rot-Weiß Erfurt II in der drittklassigen Bezirksliga. Dort wurde er mit 20 Treffern Torschützenkönig und verhalf damit seiner Mannschaft zum Aufstieg in die DDR-Liga. Bereits in der folgenden Spielzeit 1984/85 avancierte Weidemann zum Stammspieler auf der Position des Linksaußenstürmers, bestritt 21 von 26 Punktspielen und war mit 12 Treffern bester Erfurter Torschütze. 1985/86 war Weidemann verletzungsbedingt nur Ersatzspieler, zwischen dem 6. und 21. Spieltag kam er lediglich sechsmal als Einwechselspieler zum Zuge. Danach lief es wieder besser, denn in der Spielzeit 1986/87 wurde er in 20 Punktspielen eingesetzt. In der Rückrunde spielte er allerdings nur vier Spiele über die volle Zeit.
1985 wurde Weidemann erstmals in den Kader der DDR-Nationalmannschaft berufen. Am 6. April 1985 bestritt er im WM-Qualifikationsspiel Bulgarien – DDR (1:0) sein erstes Länderspiel, in dem er allerdings nur die letzten beiden Minuten spielte. Nachdem er auch im folgenden Länderspiel DDR – Norwegen (1:0) nur als Einwechselspieler für 54 Minuten auf dem Platz stand, dauerte es vier Jahre, bis er noch acht weitere Länderspiele absolvieren konnte. Lediglich bei den Partien Malta – DDR 0:4, Kuweit – DDR 1:2 wirkte er über die volle Spielzeit als Mittelfeld- bzw. Abwehrspieler mit. Sein letztes Länderspiel bestritt Weidemann am 13. Mai 1990 in der Begegnung Brasilien – DDR (3:3).
Zur Saison 1987/88 veranlasste Oberligakonkurrent 1. FC Lokomotive Leipzig Weidemanns Delegierung zur eigenen Mannschaft. Diese Maßnahme erfolgte gegen den Willen Weidemanns. Er musste Freundin und Familie in Erfurt zurücklassen, außerdem war er durch frühere Verletzungen noch immer gehandicapt, sodass seine Zeit in Leipzig von vornherein unter schlechten Vorzeichen stand. Unter diesen Voraussetzungen spielte Weidemann für den Leipziger Klub nur in vier Oberliga-Punktspielen, in denen er insgesamt 135 Minuten eingesetzt wurde. Nach einem Jahr beantragte er seine Rückdelegierung zum Erfurter Klub. Gegen den Willen der Leipziger wechselte Weidemann im Sommer 1988 zurück nach Thüringen. Vom DDR-Fußballverband wurde er wegen dieses Wechsels für drei Spiele gesperrt, der 1. FC Lok Leipzig hatte eine lebenslange Sperre für Weidemann gefordert. Nach der Zwangspause erspielte sich Weidemann wieder einen Stammplatz bei den Erfurtern. Er begann zunächst wie früher als Stürmer, wechselte aber in der Rückrunde 1989 ins Mittelfeld. Seine letzte Saison beim FC Rot-Weiß absolvierte er 1989/90. In 20 Punktspielen wurde als Mittelfeldspieler eingesetzt und traf fünf Mal. Innerhalb von sieben Jahren hatte er 94 Oberligaspiele bestritten und dabei nur für Erfurt 21 Tore erzielt.

### In der Bundesrepublik
Nach der Wende wechselte er zur Saison 1990/91 für eine Ablösesumme von 650.000 DM zum 1. FC Nürnberg in die Bundesliga. Obwohl sein Talent und seine Anlagen erkannt wurden, konnte er sich nicht durchsetzen. Nach zwei Spielzeiten wechselte der Techniker daraufhin in die 2. Liga zum SV Waldhof Mannheim. Die dortigen Leistungen machten den MSV Duisburg aufmerksam, zu dem er in der folgenden Saison wechselte. Das erste von zwei Jahren in Duisburg war das wohl beste seiner Karriere, weil der Offensivspieler auch endlich einmal Torgefahr ausstrahlte.
Das machte den zu dieser Zeit aufstrebenden FC Schalke 04 auf ihn aufmerksam. Hier erlebte Weidemann einen Einbruch. Nachdem der 32-Jährige anfangs der Hinrunde 1995/96 unter Trainer Jörg Berger noch Stammspieler gewesen war und in der ersten Runde des DFB-Pokals zum 5:0-Sieg beim SSV Vorsfelde in Wolfsburg zwei Tore beigetragen hatte, litt er im Laufe der Saison unter diversen Verletzungen, die ihn nicht wieder richtig fit werden ließen. In anderthalb Jahren kam er nur auf 19 Bundesligaeinsätze für die Knappen, gehörte aber in den ersten beiden Runden des UEFA-Pokals 1996/97 zum Eurofighter-Team und kam in drei Spielen gegen Roda JC und Trabzonspor als Einwechselspieler zum Einsatz. Doch bevor die Gelsenkirchener mit dem neuen Trainer Huub Stevens den UEFA-Pokal gewannen, wechselte Weidemann in der Winterpause 1996/97 in die 2. Liga zu Hertha BSC. Zwar gehörte er dort zur Mannschaft, die den Aufstieg in die Bundesliga schaffte, konnte selbst jedoch nur in sieben Einsätzen dazu beitragen, da er auch hier von Verletzungen zurückgeworfen wurde. Nach dem Aufstieg der Herthaner blieb er in der 2. Liga und wechselte zum FC Gütersloh. Hier verlebte er zwei persönlich erfolgreiche Jahre und war Stammspieler.
Eigentlich wollte er seine Karriere nach der Saison 1998/99 in der Regionalliga West/Südwest bei Fortuna Düsseldorf ausklingen lassen, nahm jedoch in der Saison 2000/01 die Herausforderung Regionalliga Nord mit Fortuna Düsseldorf an, konnte jedoch den Abstieg in die Oberliga auch nicht verhindern.
Weidemanns Karriere war von Beginn an von Verletzungen begleitet, die ihn immer wieder zurückwarfen und eine möglicherweise größere Karriere verhinderten. Aufgrund seiner semmelblonden Haare ist sein Spitzname Heino.

## Karriere als Trainer
Von November 2004 bis November 2007 war Uwe Weidemann Trainer in Düsseldorf. Sein letztes Spiel als Trainer für Fortuna Düsseldorf bestritt er am 11. November 2007 gegen Eintracht Braunschweig (1:1). Obwohl Düsseldorf auf Tabellenplatz 3 stand, wurde er am darauf folgenden Tag wegen Erfolglosigkeit beurlaubt, da die Mannschaft nur zwei Siege aus den letzten acht Spielen errungen hatte. Am 12. November 2008 wurde er als Trainer des Niederrheinligisten KFC Uerdingen 05 vorgestellt. Am 14. September 2009 erfolgte auch hier die Trennung aufgrund mangelnden Erfolgs. Seit dem 1. November 2010 war er Trainer beim Krefelder Niederrheinligisten VfR Fischeln. Im März 2011 trennten sich Uwe Weidemann und der VfR Fischeln vorzeitig. Seit dem 8. Januar 2012 ist Uwe Weidemann beim MSV Duisburg als Jugendtalentscout tätig.

## Bilanz
- DDR-Oberliga: 94 Spiele, 21 Tore
- 1. Bundesliga: 102 Spiele, 14 Tore
- 2. Bundesliga 96 Spiele, 14 Tore
- Regionalliga: 63 Spiele, 3 Tore
- 10 Länderspiele für die DDR